# Arcomage
Az Arcomage egy beépített minijáték volt a Might and Magic VII-ben és a Might and Magic VIII-ban, mely 2000-ben saját dobozos változatban is megjelent. Számítógép illetve legfeljebb két, hálózaton keresztül kapcsolódó játékos játszhatta ezt a kártyajátékot. A szerepjátékban a sztori melletti küldetésként élt, hogy a világban található kocsmákban legyünk mi a legjobbak ebben a játékban, s ez különféle pénzjutalmakkal járt. Az Arcomage eredeti fejlesztője a Stickman Games, mely eladta a jogokat a 3DO-nak.

## Játékmenet
Az Arcomage egy asztal körül játszódó kártyajáték, ahol ketten mérik össze az erejüket. Mindenkinek van egy pakli kártyája, valamint egy vártornya és az azt óvó fal. A cél az, hogy a speciális tulajdonságokkal rendelkező kártyák segítségével leromboljuk az ellenfél tornyát, vagy épp a sajátunkkal érjünk el egy bizonyos magasságot. A sorban egymás mellé fokozatosan kiterített hat lap közül egy körben nem választhatjuk akármelyiket, ennek bizonyos nyersanyag-költsége is van. A nyersanyag automatikusan termelődik, méghozzá egyes kihúzott kártyalapok segítségével. Egyes lapok a tégla, mások a bestia, ismét mások az ékkő körönkénti beszerzését növelik vagy csökkentik. Ha ezekből összegyűlik elegendő mennyiség, hogy kijátsszunk egy jobb kártyalapot, akkor ezt ott helyben meg is tehetjük.
A játéknak MArcomage címen megjelent egy rajongók által módosított változata is, új játékszabályokkal.